# Tiny C Compiler
A Tiny C Compiler (más néven TCC, tCc vagy TinyCC) egy x86, X86-64 és ARM processzoros C fordító, amelyet eredetileg Fabrice Bellard írt. Úgy tervezték, hogy lassú számítógépeken, kevés lemezhelyen (pl. mentőlemezeken) működjön. A Windows operációs rendszer támogatását a 0.9.23-as verzióban (2005. június 17.) adta hozzá. A TCC-t a GNU Lesser General Public License alatt terjesztik.
A TCC azt állítja, hogy az ANSI C (C89/C90) teljes egészét, a C99 ISO szabvány nagy részét, és számos GNU C kiterjesztést, beleértve az inline assembly-t is, megvalósítja.

## Jellemzők
A TCC számos olyan tulajdonsággal rendelkezik, amelyek megkülönböztetik a többi jelenlegi C fordítótól:
- Kis fájlmérete (kb. 100 KB az x86-os TCC futtatható állománya esetében) és memóriaigénye(wd) lehetővé teszi, hogy közvetlenül egyetlen 1,44 M-es floppylemezről, például egy mentőlemezről lehessen használni.
- A TCC célja, hogy nagyon gyorsan készítsen natív x86, x86-64 és ARM kódot; Bellard szerint körülbelül kilencszer gyorsabban fordít, assemblál és linkel, mint a GCC.[4] 2023-tól a „mob” fejlesztői ág tartalmazza a RISC-V és a TMS320C67xx (egy DSP chip) támogatását is.
- A TCC számos fordítóspecifikus nyelvi jellemzővel rendelkezik, amelyek célja a gyakorlati megvalósíthatóság javítása, mint például egy opcionális memória- és kötésellenőrző, a jobb kódstabilitás érdekében.
- A TCC lehetővé teszi a programok automatikus futtatását fordításkor egy parancssori kapcsoló(wd) segítségével. Ez lehetővé teszi a programok shell scriptként(wd) történő futtatását olyan Unix-szerű rendszereken, amelyek támogatják a shebang interpreter direktíva(wd) szintaxisát.

## Az összeállított program teljesítménye
Általánosságban elmondható, hogy a TCC megvalósítása az optimális teljesítményű eredmények helyett a kicsiségre (a futtatható kód kis méretére) helyezi a hangsúlyt. A TCC egyetlen menetben generálja a kódot, és nem végzi el a más fordítóprogramok által végzett optimalizálások többségét. A TCC minden utasítást külön-külön fordít le, és minden utasítás végén a regiszterértékek visszaíródnak a veremre, és újra kell őket olvasni, még akkor is, ha a következő sor a regiszterekben lévő értékeket használja (ami felesleges mentési/betöltési (push/pop) párokat hoz létre az utasítások között). A TCC a rendelkezésre álló regiszterek közül csak néhányat használ (pl. x86-on soha nem használja az ebx, esi vagy edi értékeket, mert ezeket a függvényhívások között meg kell őrizni).
A TCC néhány optimalizálást hajt végre, mint például a konstansok szaporítása minden művelet esetében, a szorzások és osztások adott esetben eltolásokra optimalizálódnak, és az összehasonlító operátorok speciálisan optimalizáltak (a processzor jelzőinek speciális gyorsítótár fenntartásával). Emellett néhány egyszerű regiszterkiosztást is végez, ami megakadályozza, hogy egyetlen utasításon belül sok felesleges mentés/betöltés pár legyen.
Íme két benchmark példa:
1. Egy rekurzív Fibonacci-algoritmus egy 1,8 GHz-es Intel Centrino laptopon 512 MB RAM-mal észrevehető különbséget eredményez a Microsoft Visual C++(wd) compiler 13.10.3052 és a TCC között. A 49. Fibonacci-szám kiszámításához az MS Visual C++ programnak körülbelül 18%-kal több időre volt szüksége, mint a TCC által lefordított programnak.
2. Egy teszt során különböző C-fordítókat hasonlítottak össze úgy, hogy magát a GNU C Compilert (GCC) fordították le velük, majd az így kapott fordítókkal újra lefordították a GCC-t. A GCC 3.4.2-es verziójához képest a GCC fordításához módosított TCC tízszer gyorsabban tudta lefordítani a fordítót, de az általa előállított .exe 57%-kal nagyobb volt, és sokkal lassabb, 2,2-szer annyi időbe telt, mint a GCC újbóli lefordítása.[7]

Az eredmények a következők voltak: A cc1 (a GCC C fordító) futtatása önmagában 518 másodpercet vett igénybe, amikor a GCC 3.4.2-vel fordították, 545 másodpercet a Microsoft C fordítóval, és 1145 másodpercet a TCC-vel. Ahhoz, hogy ezeket a fordítókat egyáltalán elkészítsük, a GCC (3.4.2) fordítása 744 másodpercet vett igénybe, míg a TCC csak 73 másodpercet. Az optimalizálási szint mindegyik fordítóban -O1 vagy hasonló volt.

## Felhasználások
- TCCBOOT,[8] egy olyan hack, ahol a TCC kb. 10 másodperc alatt betölt és elindít egy Linux kernelt a forrásból. Vagyis egy „bootloader”, amely beolvassa a Linux kernel forráskódját a lemezről, futtatható utasításokat ír a memóriába, és elkezdi azt futtatni. Ehhez változtatásokra volt szükség a Linux építési(wd) folyamatában.
- A TCC-t használták a GCC fordítására, bár különböző javításokra volt szükség ahhoz, hogy ez működjön.[9]
- A TCC-t a backdoor támadás elleni védelem bemutatására használták.[10] A GNU Guix(wd)[11] is használja, hogy a disztribúciót bináris program használata nélkül bootstrapelhetővé(wd)[12] tegye.[13]
- A Cinpy[14] egy Python-könyvtár, amely lehetővé teszi a C-alapú függvények implementálását Python-modulokban. A függvények futásidőben TCC-vel kerülnek lefordításra. Az eredményeket a ctypes(wd) könyvtáron keresztül Pythonban hívhatóvá teszik.
- JavaScript Linuxra telepítve[15] (szintén Bellard).
- A Super Micro-Max sakkprogram forráskódjának fordított változatához referenciaként használták.[16]
- A Bun,[17] a JavaScript futtatókörnyezete TCC-t használ, hogy felfedjen egy API-t, amely lehetővé teszi a felhasználók számára, hogy JavaScriptből fordítsanak le és futtassanak C programokat.[18]

## Története
A TCC eredete az Obfuscated Tiny C Compiler (OTCC), egy program, amelyet Bellard írt, hogy megnyerje a Nemzetközi Obfuscated C Kódversenyt (IOCCC) 2001-ben. Ezt követően Bellard kibővítette és deobfuszkálta (visszakódolta olvashatóvá) a programot, hogy elkészüljön a tcc.
2012. február 4. előtt valamikor Fabrice Bellard frissítette a projekt hivatalos weboldalát, hogy bejelentse, már nem dolgozik a TCC-n.
Mióta Bellard elhagyta a projektet, különböző emberek és csoportok terjesztettek foltokat, vagy karbantartottak elágazásokat a TCC-hez, hogy a TCC-re építsenek, vagy javítsák a TCC-vel kapcsolatos problémákat. Ezek közé tartozik Dave Dodge nem hivatalos tcc foltok gyűjteménye, a Debian és a kfreebsd downstream foltjai, és grischka gcc foltjai. Grischka egy nyilvános Git-tárat is létrehozott a projekthez, amely tartalmaz egy mob ágat (itt bárki hozzájárulhat), ahol számos hozzájárulást, többek között egy megosztott buildet, keresztfordítókat és SELinux-kompatibilitást adtak hozzá. Grischka GIT-tárából később a hivatalos TCC-tár lett (amelyre Fabrice Bellard Savannah projektoldalán van hivatkozás).

## Jelenlegi állapot
2017 decemberében mind a hivatalos TCC levelezési lista, mind a hivatalos Git tároló (Fabrice Bellard Savannah projekt oldalán érhető el) aktív vitát és fejlesztést mutat számos fejlesztő és érdeklődő felhasználó részéről. 2017 decemberében grischka a levelezési listán bejelentette, hogy a TCC 0.9.27-es verziója megjelent.

## Lásd még
- GNU Compiler Collection

## Fordítás
- Ez a szócikk részben vagy egészben  a   Tiny C Compiler című angol Wikipédia-szócikk fordításán alapul.  Az eredeti cikk szerkesztőit annak laptörténete sorolja fel. Ez a jelzés csupán a megfogalmazás eredetét és a szerzői jogokat jelzi, nem szolgál a cikkben szereplő információk forrásmegjelöléseként.